# Parti paysan unifié (Pologne)
Pour les articles homonymes, voir Parti paysan unifié.
 (juin 2018).
Si vous disposez d'ouvrages ou d'articles de référence ou si vous connaissez des sites web de qualité traitant du thème abordé ici, merci de compléter l'article en donnant les références utiles à sa vérifiabilité et en les liant à la section « Notes et références ».
Le Parti paysan unifié (Zjednoczone Stronnictwo Ludowe, ZSL) fut un parti politique polonais, membre du Front d'unité nationale dirigé par le Parti ouvrier unifié polonais (PZPR) durant les années de la Pologne populaire.

## Historique
Après les élections truquées de 1947, Stanisław Mikołajczyk, chef historique du PSL repart en exil à Londres.
Sur les ruines de ce parti, les communistes créent le 27 novembre 1949 le Parti populaire (paysan) unifié (ZSL), inféodé au parti communiste au pouvoir, le PZPR, jusqu'en 1989.
Aux élections de 1989, le parti refuse de soutenir les communistes, et retrouve son indépendance.
Il reprend alors son appellation d'origine, Parti paysan polonais (PSL).